# Скифос
Скифос ( грчки : σκυφος; множина σκυφοί) је дубока посуда за вино на ниској прирубници у основи или без ње са две дршке. Дршке могу бити хоризонталне у облику ува и полазе од руба (у оба облика коринтском и атинском) , или могу бити ручке у облику петље на ободу без везе са доњим делом. Скифоси глаукс (сова) типа имају једну хоризонталну а другу вертикалну дршку.

## Историјат
Рани скифоси су направљене током геометријског периода. Први скифоси направљени су на Коринту, а затим у Атини. Током дугог периода облик је остао исти, док се стил украшавања мењао. Скифоси су такође прављени од племенитих метала , углавном сребра и златних фолија. Добро очувани примерак је Воренова посуда, овални скифос направљен од сребра. Римски скифос од стакла за камеје се може видети у Музеју Гети (Getty Museum).

## Упоредни облици посуда за пиће са дршкама
- котиле (κοτύλη), општи термин за било коју посуду за пиће.
- кантарос (κάνθαρος)
- комастон (κωμαστών)
- киликс (κύλιξ)

## Савремена употреба речи
Реч скифос (латинизирано: scyphos) је усвојена за потребе биолошке класификације медуза , класа Scyphozoa (буквално животиње у облику шоље), а род пехарастих гљива Sarcoscypha такође има исту основу у свом суфиксу.